# Орден «Священная звезда»
Орден «Священная звезда» (индон.  Bintang Sakti) - государственная награда Республики Индонезия за мужество и героизм.

## История
Орден «Священная звезда» был учреждён в 1958 году. В 1972 году в статут награды были внесены изменения, в частности, ранее награда носилась на нагрудной ленте, теперь же – на шейной ленте с розеткой.

## Статут
Орден вручается военнослужащим, совершившим вне своего служебного долга акт героизма, рискуя своей душой и телом, во имя государства и нации.
Орден может быть вручен гражданам, не состоящим на действительной военной службе, однако совершённый поступок которых подпадает под критерии награждения.

### Название
В некоторых европейских источниках по своему назначению орден называют «Орден Мужества», однако буквальный перевод с индонезийского языка Священная звезда.

## Степени
Орден имеет одну степень

## Описание
Знак ордена представляет собой серебряную семиконечную звезду, лучи которой состоят из пяти разновеликих лучиков, расположенных пирамидально. В центре круглый медальон с надписью в две строки «MAHA WIRA» (Великий герой) в окружении венка из пшеничного колоса и цветков риса.
На реверсе название государства в две строки.
Знак при помощи кольца крепится к орденской ленте.
 Лента шириной 35 мм жёлтого цвета с пятью красными полосками, толщиной 1 мм, расположенными равномерно.